# Enric Prat de la Riba
Pour les articles homonymes, voir Prat.
Enric Prat de la Riba i Sarrà, né à Castellterçol le 29 novembre 1870 et mort le 1er août 1917 dans la même ville, est un avocat, journaliste et homme politique espagnol, premier président de la Mancomunitat de Catalunya, fondateur de l'Institut d'Estudis Catalans et l'un des principaux artisans du renouveau du catalanisme politique au XXe siècle. Il est l'auteur de La nacionalitat catalana (1906).